# Tourisme dans le Vieux-Montréal
 (mars 2023).
 (mars 2023).
 (mars 2023).
Le tourisme dans le Vieux-Montréal  représente un secteur important de l'économie de toute la région touristique de Montréal. Ce quartier historique est situé dans l’arrondissement de Ville-Marie et parcourt le long de la rue McGill à l’ouest, la ruelle des Fortifications au nord, la rue Berri à l’est et la rue de la Commune au sud en incluant le Vieux-Port de Montréal, sur une surface d’environ 1 km2.

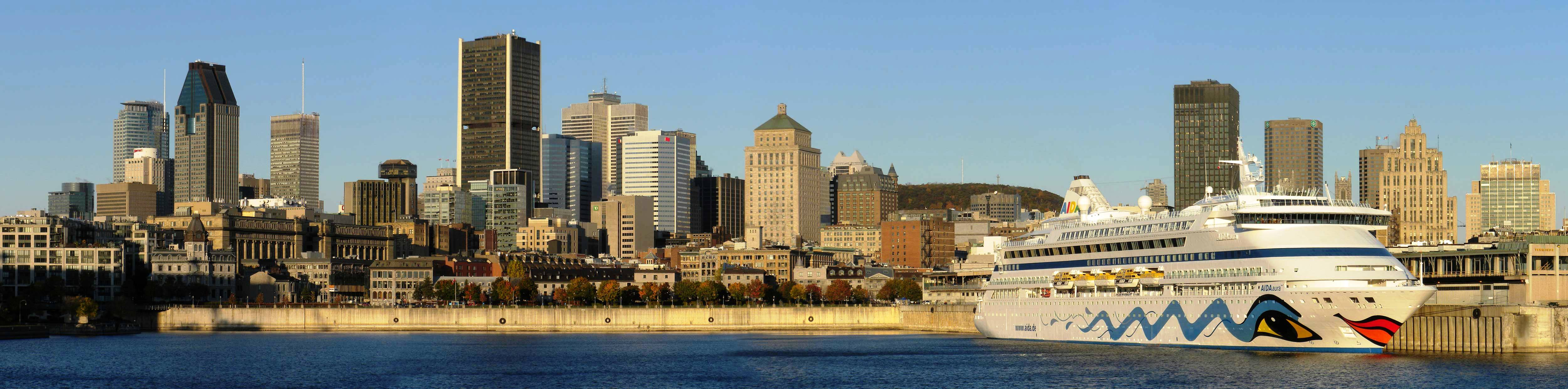
Vieux-Port de Montréal

## Histoire du tourisme dans le Vieux-Montréal
Dès 1672, les rues principales du berceau de Montréal sont établies et une colonie d’hommes et de femmes  est amené par Paul de Chomedey, sieur de Maisonneuve afin qu’elle s’y établisse dans la région. De nombreux investissements britanniques et écossais ont été réalisés à la suite de plusieurs incendies. Ces dépenses améliorent l’architecture du quartier et, par conséquent, attirent de nombreux visiteurs. Le tourisme débute alors par la curiosité des gens de l’extérieur à voir les restaurations faisant suite aux incendies.

## Attractions
Le plus vieux quartier de la ville de Montréal comporte plusieurs attraits touristiques. Des musées, des cinémas et d’autres attractions sont disponibles à cet endroit. À titre d’exemple, le musée d’archéologie de l’histoire de Montréal est un endroit qui se situe à la fondation de la ville de Montréal et qui représente l’histoire des habitants de Montréal de la présence amérindienne au XIVe siècle jusqu’au Montréal contemporain ; le musée permet, entre autres, de découvrir des artefacts amérindiens, le premier cimetière catholique et la première place du marché.
La Tour du Port de Montréal est ajouté au Grand Quai du Vieux-Port en mai 2023.

## Aventure et plein air
Étant situé le long du fleuve Saint-Laurent, il y est possible de faire des activités de plein air et de promenades. Le Vieux-Montréal est un endroit où la bicyclette, le patin à roues alignées, le patinage et le rafting sont exercés. Le quartier comporte plusieurs parcs et jardins dans lesquels il est possible de faire de la lecture ou des pique-niques. Le jardin des écluses est un des endroits tranquilles du Vieux-Montréal.

## Festivals et événements
Chaque année, beaucoup d’événements et festivals sont organisés. Que ce soit en rapport à la littérature, à l’histoire, à la musique, au cinéma ou aux sports, un événement ou un festival est organisé pour pratiquement toutes les raisons. Dans le répertoire des événements qui se trouve dans les liens externes, plusieurs d’entre eux sont nommés. Entre autres le festival Eurêka, qui célèbre la science, la fête des vins du Québec et le festival international du reggae de Montréal.

## Services touristique
Le bureau d’information touristique du Vieux Montréal se situe  au 174 rue Notre-Dame Est, au coin de la place Jacques-Cartier. Le personnel ayant une formation dans le domaine du tourisme est sur place pour répondre aux besoins des visiteurs. La carte officielle du Vieux Montréal y est offerte gratuitement. Plus de 50 présentoirs sont  situés dans les entreprises du Vieux Montréal où les gens ayant des questions peuvent obtenir de l’information touristique. La région du Vieux Montréal possède aussi un service de visites guidées : «Le circuit officiel Les trésors de la Cité ». Celle-ci est une visite guidée d'une durée de 90 minutes. Les départs ont lieu devant la boutique de la basilique Notre-Dame et les billets sont en vente sur place, 15 minutes avant le départ. Des visites thématiques et le circuit des fantômes du Vieux-Montréal sont aussi disponibles.». Alors que certains touristes aiment la présence d’un guide afin d’avoir une visite organisée et complète, d’autres préfèrent se guider eux-mêmes dans la ville. Pour les gens voulant être plus autonome, il est possible de se procurer deux travaux conçus pour le tourisme du Vieux Montréal : «L’histoire du Vieux Montréal à travers son patrimoine» ou encore la brochure «Découvrez le Vieux Montréal».  De plus, une autre façon de découvrir le quartier est de le traverser en calèche. Plusieurs visites de 30 minutes ou de 60 minutes sont organisées pour trois à cinq personnes à la fois.

## Hébergement
Les touristes qui passent un séjour dans le Vieux Montréal ont plusieurs choix de type d’hébergement. Le site internet officiel du Vieux Montréal comporte plus de 27 sites pour répondre aux besoins des gens en recherche d’une place pour passer la nuit. Tous les endroits ont été évalués et classés selon les critères de confort en hébergement. Il y a des hôtels, des gîtes, des résidences de tourismes, des auberges de jeunesses et plus encore. Le site internet du tourisme du Vieux Montréal offre aussi un répertoire d’endroit pour s’héberger à proximité de la région. Il y a 27 établissements dans le Vieux-Montréal.

## Transport
Le tourisme écologique est de plus en plus sollicité, en plus de la marche à pied, le moyen de transport le plus répandu. Un concept écologique nommé « Bixi » est aussi instauré pour les visiteurs qui veulent utiliser un vélo durant leur séjour. Montréal comporte plus de 405 stations de location de vélos avec plus de 5 050 vélos à louer. Les transports en commun sont aussi une option pour visiter le Vieux-Montréal et ses environs. Des lignes d'autobus y sont présentes (la ligne 55 vers le boulevard Saint-Laurent, Le Plateau Mont-Royal ou encore la ligne 129 vers le Mont Royal et Outremont) ainsi que les stations des lignes de métro qui se trouvent d’Ouest en Est. Elles se nomment : Square-Victoria, Place d’Armes et Champ-de-Mars.

## Restauration, gastronomie et produits du terroir
Le Vieux-Montréal compte de nombreux restaurants. Parmi eux, le cabaret du Roy, lauréat OR des Grands Prix du Tourisme du Québec en 2003, est un restaurant thématique représentant la colonie de la Nouvelle-France au XVIIIe siècle. Des gens y sont costumés afin de mieux représenter cette époque, acteurs dans un décor d’autrefois. Les produits du terroir québécois y sont proposés.

## Lauréat régionaux
| Année | Catégorie                                                                                      | Prix                                                             |
| ----- | ---------------------------------------------------------------------------------------------- | ---------------------------------------------------------------- |
| 2006  | Hébergement - 50 à 149 chambres                                                                | La Place d'armes hôtel&suites                                    |
| 2008  | Attractions touristiques 100 000 visiteurs ou plus                                             | Pointe-à-Callière, musée d'archéologie et d'histoire de Montréal |
| 2010  | Attractions touristiques 100 000 visiteurs ou plus                                             | Pointe-à-Callière, musée d'archéologie et d'histoire de Montréal |
| 2010  | Prix Développement touristique en restauration                                                 | Le Cabaret du roy                                                |
| 2012  | Prix de la Société des casinos du Québec - Attractions touristiques 25 000 à 100 000 visiteurs | Bota Bota, spa-sur-l'eau                                         |

## Principaux attraits

### Centres de santé et spas
Bota Bota, spa-sur-l’eau 

### Croisières
Le bateau mouche au Vieux-Port de Montréal

### Musées
- Centre d'histoire de Montréal - Mémoire des Montréalais
- Centre des sciences de Montréal
- Musée d'archéologie et d'histoire de Montréal
- Château Ramezay – Musée et site historique de Montréal
- Musée Marguerite-Bourgeoys et chapelle Notre-Dame de Bonsecours

### Patrimoine culturel
Le Vieux-Port de Montréal

### Patrimoine religieux
- Basilique Notre-Dame de Montréal
- Le Vieux-Port de Montréal

### Salles de spectacle
- IMAX TELUS du Centre des sciences de Montréal
- Palais des Congrès de Montréal

### Concerts et spectacles
Les Escales Improbables de Montréal

### Festivals et événements
- Les Escales Improbables de Montréal
- Festival Montréal en Lumière
- La Fête des Vins du Québec
- Igloofest sur les Quais

### Parcs régionaux
Champ de Mars

### Bars et discothèques
Le Balcon café-théâtre

### Restaurants
- Le Balcon café-théâtre
- Le Vieux-Port de Montréal
- Restaurant B & B - Bar & Bœuf Inc
- Restaurant Casa De Mateo
- Restaurant Solmar

### Lieux historiques nationaux
Lieu historique national du Canada de Sir-George-Étienne-Cartier

### Sites historiques
- Le Vieux-Port de Montréal
- Place d'Armes
- Place Royale
- Place d'Youville